# 維拉阿塞山
13°47′7″S 70°58′10″W / 13.78528°S 70.96944°W
維拉阿塞山（Huila Aje），是秘魯的山峰，位於該國東南部庫斯科大區，處於西維納科查湖東北面，屬於安第斯山脈中維爾卡潘帕山脈的一部分，海拔高度5,900米。